# Wahlen zur Nationalversammlung des Senegal 2024
Die Wahlen zur Nationalversammlung im westafrikanischen Staat Senegal für die nächste fünfjährige Wahlperiode wurden von Staatspräsident Bassirou Diomaye Faye nach Auflösung der bisherigen Nationalversammlung für den 17. November 2024 festgesetzt.

## Ausgangslage
Aus den Wahlen 2022 ging die dem damaligen Präsidenten Macky Sall nahestehende Koalition Unis par l’espoir (BENNO BOKK YAAKAAR – In Hoffnung vereint) als Sieger hervor, verfehlte die absolute Mehrheit jedoch um einen Sitz. Da der Abgeordnete Pape Diop nach der Wahl jedoch in das Regierungslager wechselte, hatte diese somit eine Mehrheit.
Im September 2024 löste der bei der Präsidentschaftswahl 2024 ins Amt gewählte Präsident Bassirou Diomaye Faye das Parlament auf.

## Wahlrecht
Regulär werden die 165 Mitglieder der Nationalversammlung alle fünf Jahre gewählt. Davon werden 112 Abgeordnete per Mehrheitswahl gewählt, während 53 Abgeordnete per Verhältniswahl in einem landesweiten Wahlkreis gewählt werden.

## Ergebnis
Die von Ousmane Sonko 2014 gegründete Partei Patriotes africains du Sénégal pour le travail, l’éthique et la fraternité (PASTEF) gewann 130 von 165 Sitzen, also mehr als eine Dreiviertelmehrheit.